# VPK-7829 Bumerang
‎O ‎‎VPK-7829 Bumerang‎‎ ‎‎(russo‎‎: ‎‎Бумеранг‎‎, ‎‎Boomerang) ‎‎é um veículo de combate de ‎‎infantaria‎‎ anfíbio modular e ‎‎‎‎veículo blindado de transporte de pessoal que está sendo desenvolvido pela ‎‎Russian Military Industrial Company‎‎ (MIC) para o ‎‎Exército Russo.‎‎ ‎

## Desenvolvimento
‎MIC, afirma que "não será nada como qualquer um dos VBTPs modernos." O veículo Bumerang será baseado na ‎‎Plataforma De Combate Universal Armata‎‎. Será anfíbio e será capaz de negociar e superar obstáculos de água usando dois jatos d'água. Em uma partida com a série anterior BTR de veículos, o motor estará localizado na frente em vez da traseira. A localização do motor foi uma desvantagem significativa dos veículos BTR, onde os soldados tiveram que sair dos veículos através de portas laterais apertadas. O Bumerang tem portas traseiras e escotilhas de teto para entrada e saída de tropas. Provavelmente terá uma tripulação de três compostos pelo motorista, artilheiro e comandante e abrigar sete tropas. A proteção virá de armaduras cerâmicas e tecnologias para evitar lascas de conchas. Assim como os BTRs, o Bumerang será um veículo com 8×8 rodas, e será equipado com um ‎‎motor diesel‎‎ ‎‎turbo de‎‎ 750 cv.‎

### Armamento
‎Vários componentes e subsistemas serão intercambiáveis entre o Bumerang VBTP e o Kurganets-25 VCI, e ambos os veículos serão alimentados pelo mesmo motor. ‎‎Existem duas versões do veículo Bumerang 8×8: o K-16 (VBTP), levemente armado com uma metralhadora de 12,7 mm em uma pequena ‎‎torre remota;‎‎ e o veículo de combate de infantaria K-17 (VCI), fortemente armado com o ‎‎Bumerang-BM‎‎ RWS com um canhão de 30 mm e mísseis anti-tanque ‎‎Kornet-EM‎‎ ou AU-220M com canhão automático BM-57 de 57 mm e metralhadoraS PKMT de 7,62 mm.

## ‎Variantes‎
‎O VPK-7829 Bumerang é chamado de "um veículo de roda de combate" porque servirá a vários papéis ‎‎diferentes, semelhantes aos Strykers ‎‎da América. Outras variações de plataforma de veículos cumprirão diferentes funções, além do transporte blindado, incluindo como ambulância blindada, veículo posto de comando, veículo de reconhecimento, porta-mísseis anti-tanque, lançador de mísseis de defesa aérea, veículo de apoio a incêndio e porta-morteiro. ‎‎ Outras versões podem incluir um ‎‎tanque leve‎‎ (planos para criar uma versão com cana automática de 57 mm, bem como uma versão com uma arma de 125 mm para uso como uma ‎‎arma anti-tanque‎‎ autopropulsionada foram confirmadas em março de 2018)‎‎ e uma ‎‎arma auto-propulsionada‎‎. ‎
- ‎BTR-7829 K-16 Bumerang – versão ‎‎VBTP com uma estação de arma remota com uma metralhadora pesada de 12,7 mm.‎
- ‎VPK-7829 K-17 Bumerang – versão ‎‎VCI com canhão automático de 30 mm ou 57 mm.‎
- ‎Versão auto-propulsionada ‎‎anti-tanque.‎

## Operadores
- Rússia